# O Sul é o Meu País

La bandiera utilizzata dal movimento

O Sul é o Meu País ("Il Sud è il Mio Paese" in portoghese) è un movimento indipendentista che chiede l'indipendenza del sud del Brasile: Paraná, Santa Catarina e Rio Grande do Sul.
Il simbolo ufficiale del movimento è formato dalle tre stelle che rappresentano i tre stati di Paraná, Santa Catarina e Rio Grande do Sul.

## Contesto

Territorio reclamato

All'epoca dell'Impero del Brasile, esistevano diversi movimenti separatisti nella regione. Tra le motivazioni era di grande rilievo la tassazione della carne secca, il maggiore prodotto d'esportazione della regione all'epoca. Scoppiò la Guerra dei Farrapos, quando lo stato del Rio Grande do Sul fallì il tentativo di ottenere l'indipendenza pacificamente. Durante la transizione alla Repubblica, si formarono movimenti federalisti nella regione, che portarono alla Rivoluzione Federalista.
Nel contesto della República Velha, il movimento chiamato Politiche del caffellatte supportava gli stati di San Paolo e Minas Gerais, i più grandi in termini di popolazione e ricchezza, produttori di caffè e prodotti caseari. Il Rio Grande do Sul, con gli altri stati, entrò nella Alleanza liberale (portoghese: Aliança Liberal) e propose Getúlio Vargas come candidato presidente, che perse a favore di Júlio Prestes. Vargas ebbe comunque quasi il 100% dei voti nel Rio Grande do Sul. L'Alleanza Liberale rifiutò quindi di accettare i risultati, dichiarandoli manipolati. Questo portò al colpo di Stato conosciuto come Rivoluzione del 1930, che portò Getúlio Vargas a essere il nuovo presidente, decretando alla fine la Vecchia Repubblica. Da allora, solo due presidenti del sud sono andati al potere democraticamente: Getúlio Vargas e João Goulart.

## Storia
Il movimento è stato presentato ufficialmente durante il secondo Congresso Separatista celebrato il 18 e il 19 luglio 1992 presso Laguna, Santa Catarina, da Adílcio Cadorin, precedente sindaco della città.